# Elenchidae
Elenchidae – rodzina wachlarzoskrzydłych.
Rodzaje:
- Elenchus Curtis,                     1831
- Colacina Westwood,                 1877
- Deinelenchus Perkins,                         1905
- Elencholax Kinzelbach,                     1971
- †Protelencholax Kinzelbach,                 1979